# Isleta
Isleta /Šp. =otočić, mali otok/, indijansko pleme u dolini rijeke Rio Grande, danas na rezervatu Isleta Pueblo, 13 milja (21 km) južno od Albuquerquea u Novom Meksiku. Jedno su od 4 glavna plemena šire skupine Tiwa.
Isleta je utemeljena oko 1300.-te, a njezino ime na španjolskom znači "Little Island." Početkom velikog Pueblo ustanka (1680) mnogi Islete izbjegli su u naselja Hopija u Arizoni, a natrag se vraćaju nakon njegovog okončanja. Guverner Antonio de Otermín 1681. preseljava oko 400 Isleta u područje kod El Pasoa u Teksasu na misiju Corpus Christi de la Ysleta del Sur, gdje će postat poznati kao Isleta del Sur gdje će ih 1968. Teksas priznati kao posebno pleme. Uz njih u isti kraj u Teksasu smješteni su tada i Manso Indijanci na misiju  'Nuestra Señora de Guadalupe' , Piro na  'San Antonio de Senecú'  i  'Nuestra Señora de Socorro' , i Suma na  'San Francisco' . Uz glavni pueblo Isleta na rezervatu u Novom Meksiku nalaze se i manja naselja Oraibi i Chicale.
Populacija Isleta pred Pueblo ustanak iznosila je oko 2,000
Jezik isleta pripada porodici Kiowa-Tanoan, skupini Tanoan.

## Vanjske poveznice
- Pueblo Of Isleta-NM "The Little Island"